# Collegio plurinominale Sicilia - 02 (2017)
Il collegio elettorale plurinominale Sicilia - 02 è stato un collegio elettorale plurinominale della Repubblica Italiana per l'elezione del Senato tra il 2017 ed il 2022.

## Territorio
Come previsto dalla legge elettorale italiana del 2017, il collegio era stato definito tramite decreto legislativo all'interno della circoscrizione Sicilia.
Il collegio comprendeva la zona definita dai cinque collegi uninominali Sicilia - 06 (Messina), Sicilia - 07 (Acireale), Sicilia - 08 (Catania) e Sicilia - 09 (Siracusa).

## Dati elettorali

### XVIII legislatura
Come previsto dalla legge elettorale, 193 senatori erano eletti in 33 collegi plurinominali con ripartizione proporzionale a livello regionale tra le coalizioni e le singole liste che avessero superato la soglia di sbarramento stabilita.
Nel collegio venivano eletti 10 senatori.
| Liste          | Liste                                | Proporzionale | Proporzionale | Proporzionale | Maggioritario | Maggioritario | Maggioritario |  |
| Liste          | Liste                                | Voti          | %             | Seggi         | Voti          | %             | Seggi         |  |
| -------------- | ------------------------------------ | ------------- | ------------- | ------------- | ------------- | ------------- | ------------- |  |
|                | Movimento 5 Stelle                   | 531 395       | 48,89         | 3             | 531 395       | 48,89         | 4             |  |
|                | Forza Italia                         | 219 977       | 20,24         | 1             | 340 672       | 31,34         | –             |  |
|                | Lega                                 | 58 244        | 5,36          | –             | 340 672       | 31,34         | –             |  |
|                | Fratelli d'Italia                    | 44 157        | 4,06          | 1             | 340 672       | 31,34         | –             |  |
|                | Noi con l'Italia – UDC               | 18 294        | 1,68          | –             | 340 672       | 31,34         | –             |  |
|                | Partito Democratico                  | 132 798       | 12,22         | 1             | 153 833       | 14,15         | –             |  |
|                | +Europa                              | 10 966        | 1,01          | –             | 153 833       | 14,15         | –             |  |
|                | Civica Popolare                      | 7 562         | 0,70          | –             | 153 833       | 14,15         | –             |  |
|                | Italia Europa Insieme                | 2 507         | 0,23          | –             | 153 833       | 14,15         | –             |  |
|                | Liberi e Uguali                      | 28 096        | 2,58          | –             | 28 096        | 2,58          | –             |  |
|                | Il Popolo della Famiglia             | 8 561         | 0,79          | –             | 8 561         | 0,79          | –             |  |
|                | Potere al Popolo!                    | 7 487         | 0,69          | –             | 7 487         | 0,69          | –             |  |
|                | CasaPound                            | 6 766         | 0,62          | –             | 6 766         | 0,62          | –             |  |
|                | Italia agli Italiani (FN - MSFT)     | 5 806         | 0,53          | –             | 5 806         | 0,53          | –             |  |
|                | Partito Valore Umano                 | 2 021         | 0,19          | –             | 2 021         | 0,19          | –             |  |
|                | Partito Repubblicano Italiano – ALA  | 1 185         | 0,11          | –             | 1 185         | 0,11          | –             |  |
|                | Lista del Popolo per la Costituzione | 1 113         | 0,10          | –             | 1 113         | 0,10          | –             |  |
| Totale         | Totale                               | 1 086 935     | 100           | 6             | 1 086 935     | 100           | 4             |  |
|                |                                      |               |               |               |               |               |               |  |
| Schede bianche | Schede bianche                       | 12 876        | 1,14          |               |               |               |               |  |
| Schede nulle   | Schede nulle                         | 31 534        | 2,79          |               |               |               |               |  |
| Votanti        | Votanti                              | 1 131 345     | 64,39         |               |               |               |               |  |
| Elettori       | Elettori                             | 1 757 007     |               |               |               |               |               |  |

## Eletti

### Eletti maggioritario
| Collegio uninominale | Eletto | Eletto          | Partito            |
| -------------------- | ------ | --------------- | ------------------ |
| 6. Messina           |        | Grazia D'Angelo | Movimento 5 Stelle |
| 7. Acireale          |        | Tiziana Drago   | Movimento 5 Stelle |
| 8. Catania           |        | Nunzia Catalfo  | Movimento 5 Stelle |
| 9. Siracusa          |        | Pino Pisani     | Movimento 5 Stelle |

1. ↑  In data 26.10.2020 aderisce al gruppo misto, non iscritti; in data 18.03.2021 al gruppo Fratelli d'Italia.

### Eletti proporzionale
| Movimento 5 Stelle                                                 | Forza Italia        | Partito Democratico | Fratelli d'Italia    |
| ------------------------------------------------------------------ | ------------------- | ------------------- | -------------------- |
|                                                                    |                     |                     |                      |
| Mario Giarrusso Cristiano Anastasi Barbara Floridia Emma Pavanelli | Gabriella Giammanco | Valeria Sudano      | Raffaele Stancanelli |

1. ↑  In data 23.04.2020 aderisce al gruppo misto, non iscritti; in data 14.09.2021 alla componente «Italexit per l'Italia-Partito Valore Umano».
2. ↑  Seggio vacante dal 23.03.2018 al 31.07.2019, avendo il Movimento 5 Stelle eletto tutti i candidati in Sicilia e non essendovi quindi nessun candidato subentrabile.[2][3] Il 31.07.2019 il Senato attribuisce il seggio vacante a Emma Pavanelli, prima dei non eletti nel circoscrizione Umbria, ai sensi del Decreto legislativo 20 dicembre 1993, n. 533, articolo 19, che a sua volta rimanda al Decreto del presidente della Repubblica 30 marzo 1957, n. 361, articolo 86 e articolo 84.[4][5]
3. ↑  In data 18.09.2019 aderisce al gruppo Italia Viva-P.S.I.; in data 06.08.2021 al gruppo Lega per Salvini Premier-Partito Sardo d'Azione.
4. ↑  Dimissionario in data 01.07.2019 (assume la carica di eurodeputato); in data 02.07.2019 gli subentra Giovanna Petrenga.